# Place d'Armes (Metz)
Place d'Armes (in lingua italiana Piazza d'Armi) è una piazza rettangolare in pavé di Metz, in Francia.
Sorge nel quartiere di Metz-Centre, ed è delimitata da edifici classificati come monumenti storici, quali la Cattedrale di Metz, l'Hôtel de Ville, l'Hôtel du Corps de garde e l'Hôtel du Parlement.

## Storia

### Contesto storico

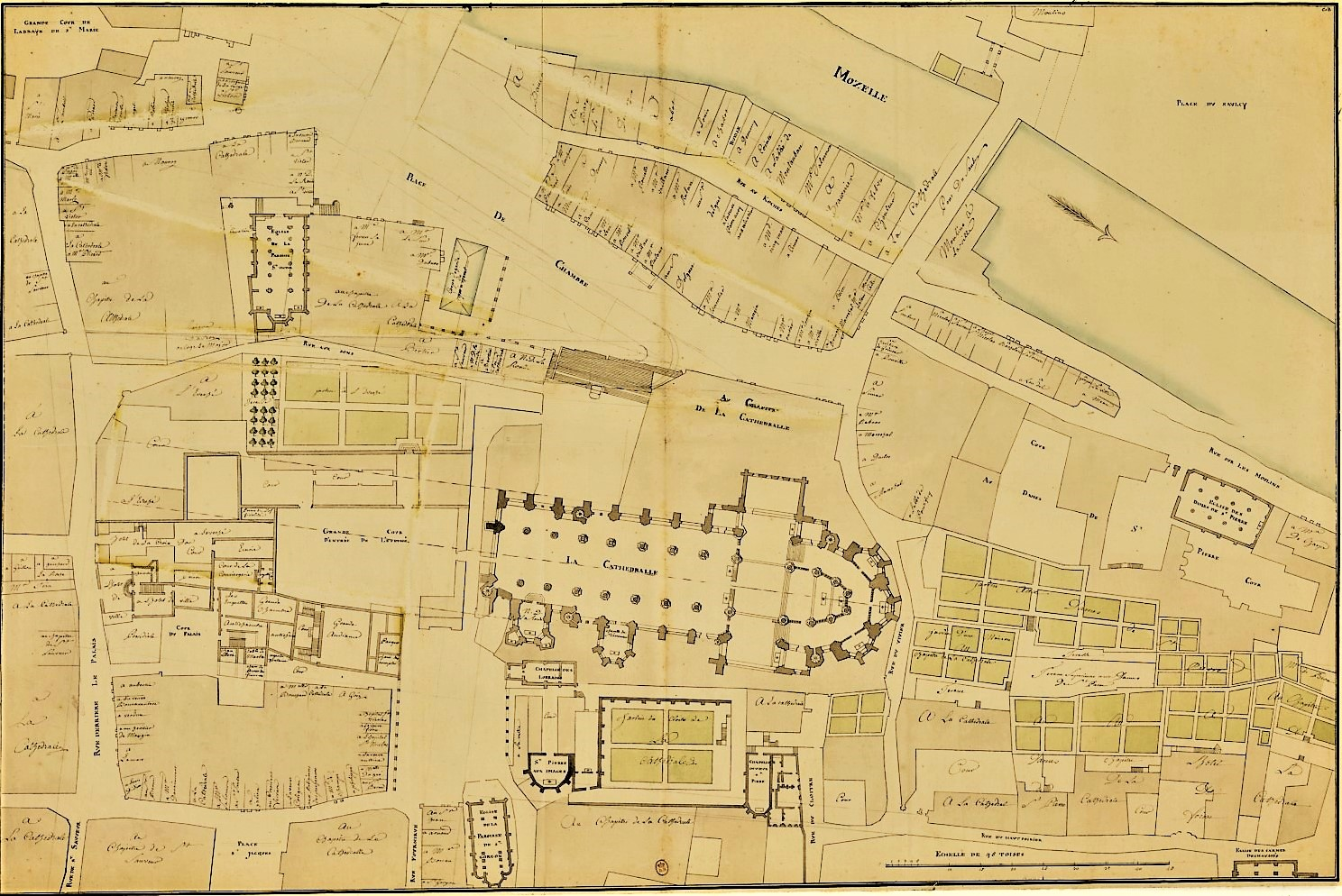
Pianta della Cattedrale di Metz e dintorni prima degli interventi per la realizzazione di place d'Armes nel XVIII secolo.

Originariamente nota col nome di Place du Grand Moutier, la place d'Armes fu pianificata a partire dal 1749 per volontà del governatore di Metz, il maresciallo Charles Louis Auguste Fouquet de Belle-Isle, come parte dei lavori di ammodernamento della città. Il progetto fu affidato all'architetto Jacques-François Blondel.
Prima d'allora, nello spazio occupato dall'attuale piazza si trovavano invece numerosi edifici oggi scomparsi, tra i quali il chiostro della cattedrale, la chiesa di San Gorgonio e il suo cimitero, la chiesa di Saint-Pierre-le-Vieux, quella di San Paolo, la cappella dei Lorenesi e la chiesa di Saint-Pierre-aux-Images. Per poterli abbattere, il duca di Belle-Isle fu costretto ad una lunga trattativa, durata anni, con le autorità religiose e le borghesia di Metz.

### Costruzione
I lavori iniziarono ufficialmente nel 1754: nella mente dei suoi promotori, la piazza doveva essere un centro di potere e quindi un simbolo della città. A tale scopo, una volta abbattuti gli antichi edifici religiosi che occupavano la piazza costeggiando la Cattedrale, al loro posto ne furono creati di nuovi, destinati a servire le istituzioni politiche e militari di Metz.
La sistemazione della piazza si concluse nel 1788, quando anche l'ultimo degli edifici progettati da Blondel, l'Hôtel de Ville, fu terminato. Con la nuova riconfigurazione fu creata una piazza di 125 metri di lunghezza e 50 di larghezza interamente in pavé bicolore, disposto a formare sul terreno una croce di Sant'Andrea.
Sul lato est, place d'Armes si affaccia sull'Hôtel de Ville, sede del governo cittadino (oggi municipio di Metz). Per l'edificio, costruito in pietra di Jaumont, fu scelto lo stile neoclassico.
Lungo il lato ovest invece, di fronte all'Hôtel de Ville, la piazza si apre direttamente sul fianco orientale della Cattedrale, là dove sorge il portale della Vergine, ingresso laterale della Cattedrale. Per adeguare la Cattedrale gotica allo stile neoclassico dell'Hôtel de Ville, Blondel (che contemporaneamente si stava occupando di realizzare un nuovo portale neoclassico per la facciata della Cattedrale) aggiunse una galleria bassa ad arcate lungo il fianco della Cattedrale che dava sulla piazza, nascondendo però in questo modo lo stesso portale della Vergine. Queste arcate furono poi vendute nel 1791, durante la rivoluzione francese, e il materiale utilizzato per costruire delle abitazioni attaccate alla cattedrale che saranno demolite solo intorno al 1867.
A sud fu costruito, sempre in stile neoclassico, l'Hôtel du Parlement, sede del potere giudiziario, mentre a nord fu creato l'Hôtel du Corps de garde, oggi sede dell'Ufficio del turismo della regione e all'epoca destinato a offrire alloggi ai soldati incaricati di sorvegliare la piazza.
Nel corso del tempo, in relazione al periodo storico, la piazza ha cambiato più volte il suo nome prima di tornare a quello attuale: nel 1806 fu ribattezzata place Napoléon, mentre dopo l'annessione di Metz alla Germania nel 1871 - e di nuovo nel breve periodo di occupazione tedesca durante la seconda guerra mondiale - divenne la Paradeplatz.
Nel 2014 la piazza, insieme ad altri siti della città, è stata inserita all'interno della lista presentata all'UNESCO per il suo riconoscimento come patrimonio dell'umanità.
Ogni Natale la piazza è inoltre una delle sedi del mercatino di Natale di Metz. Nell'occasione, in place d'Armes viene posizionata una grande ruota panoramica che offre una visione dall'alto dell'intera città.